# Faleula Sports Field
Faleula Sports Field – wielofunkcyjny stadion sportowy w miejscowości Faleula na Samoa. Jest obecnie używany głównie dla meczów piłki nożnej oraz zawodów lekkoatletycznych.